# Johannes Terwogt
Johannes Hester Lambertus Terwogt (ur. 18 maja 1878 w Oude Wetering, zm. 22 stycznia 1977 w Amsterdamie) – holenderski wioślarz.
Johannes Terwogt był uczestnikiem Letnich Igrzysk Olimpijskich 1900 w Paryżu, podczas których wraz ze swoją osadą zajął 2. miejsce w drugim finale w konkurencji czwórek ze sternikiem.